# 海普德爾灣

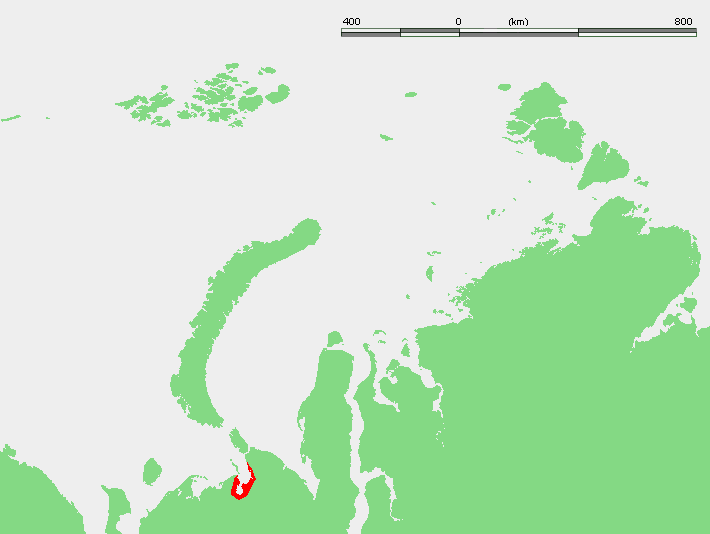
海普德爾灣位置

海普德爾灣是俄羅斯的海灣，位於尤戈爾半島和多爾吉島的伯朝拉海，由阿爾漢格爾斯克州的涅涅茨自治區負責管轄，海灣長46公里、闊15公里，大部分地區水深約1至2米。

## 外部連結
- Location
- Birdlife （页面存档备份，存于）
- Environmemtal pollution[永久]
- Studies of bivalves (Macoma baltica) in the Khaypudyr Bay[永久]

68°30′N 59°30′E / 68.500°N 59.500°E